# Crisi per la successione di Monaco del 1918
La crisi per la successione di Monaco del 1918 nacque perché la Francia si oppose alla prospettiva che un cittadino tedesco ereditasse il trono del Principato di Monaco, confinante con la Francia sulla sua costa mediterranea.
Il principe Alberto I aveva un unico figlio legittimo, il principe ereditario Luigi, che al termine della prima guerra mondiale, a quarantotto anni, rimaneva celibe e (legalmente) senza figli.

## Dilemma dinastico
Il parente legittimo più prossimo di Luigi, suo presumibile erede in assenza di figli era il cugino di primo grado del principe Alberto, Guglielmo, II duca di Urach (1864–1928), discendente attraverso un matrimonio morganatico della famiglia reale del Württemberg e figlio maggiore della principessa Florestina di Monaco, zia del principe..
Il duca Guglielmo era nato nel principato ed era stato lì allevato da francofono cattolico romano da sua madre, rimasta vedova nel 1869. Tuttavia rimaneva un cittadino del Regno di Württemberg, che nel 1871 era entrato a far parte dell'impero tedesco, e il suo domicilio da adulto ed i suoi averi (incluso il castello di Lichtenstein) erano nel Württemberg. Nel 1918 fu brevemente Re di Lituania (uno Stato risorto durante la guerra e alleato dei tedeschi) come Mindaugas II. 
Era stato insignito della gran croce di Monaco dell'ordine di San Carlo ed era un cavaliere del Sovrano Militare Ordine di Malta, ma deteneva anche la gran croce dell'Ordine della corona del Württemberg ed era un cavaliere dell'ordine dell'Aquila nera del kaiser Guglielmo II.
Dopo la guerra franco-prussiana del 1870–1871 e la prima guerra mondiale, i rapporti tra la Francia e l'impero germanico erano rimasti pessimi e la Francia riteneva inaccettabile che un paese su cui aveva esercitato de facto o de jure un'egemonia, ad intermittenza dal XVII secolo e costantemente per mezzo secolo, cadesse nelle mani di un nobile tedesco.
Il casato dei Grimaldi aveva stretti legami con la Francia a causa non solo della vicinanza geografica, ma anche per il possesso di beni e per gli investimenti finanziari fuori del territorio del principato, ma nulla impediva ufficialmente che le principali relazioni politiche e culturali della dinastia si potessero concentrare altrove. Le famiglie regnanti di Gran Bretagna, Russia, Belgio e Paesi Bassi erano già divenute di discendenza patrilineare tedesca, in seguito alla propensione delle eredi a scegliere i mariti tra le numerose famiglie principesche minori della Germania. I Grimaldi per consuetudine non sposavano sudditi del proprio regno, e nessun principe monegasco aveva sposato una consorte francese in più di un secolo.
Dal 1910 la Francia si preoccupava anche che Monaco potesse diventare una futura base per sommergibili a soli 150 km dalla importante base navale francese a Tolone.
Il principe ereditario Luigi aveva servito nell'esercito francese per la maggior parte della sua vita, ed era giunto al grado di generale di brigata dal 1918, mentre il suo presumibile erede, il duca Guglielmo, era entrato nel XIII Armee-Korps del Württemberg nel 1890, e aveva comandato la 26ª divisione tedesca durante la prima guerra mondiale.

## Nessun sovrano: nessuna sovranità
La soluzione era un trattato ineguale tra Francia e Monaco che formalizzava e rendeva permanente la posizione di quest'ultimo come stato cliente: il trattato costrinse Monaco a condurre le sue relazioni straniere in consultazione con o attraverso la Francia, obbligò la dinastia Grimaldi ad ottenere l'autorizzazione francese per alleanze matrimoniali o cambi nella successione e dichiarava che, se il trono fosse divenuto vacante, Monaco sarebbe diventato un protettorato ufficiale sotto giurisdizione francese - pur mantenendo l'indipendenza nominale.

## Costituzione di Monaco, 1911
Nel 1910-1911 le pacifiche proteste della "rivoluzione monegasca" portarono alla proclamazione nel 1911 della Costituzione, che portò alla fine dell'assolutismo, almeno sulla carta, e anche al passaggio della pretesa del duca di Urach in secondo piano rispetto a quella della figlia illegittima di Luigi, poco prima riconosciuta, Charlotte.

## Nascita e riconoscimento di Charlotte
Luigi, mentre prestava servizio nell'esercito francese, aveva fatto amicizia con la lavandaia del suo reggimento, che gli chiese di prendersi cura di sua figlia, Marie Juliette Louvet. In seguito, Luigi e Marie ebbero una figlia nata illegittima, Charlotte Louvet, che rimase in custodia di sua madre durante la sua minore età. Ciò nonostante, Luigi la riconobbe come sua figlia nel 1900.